# 3epkano
3epkano là một ban nhạc post-rock đến từ Dublin, Ireland, được thành lập vào năm 2004. Ban nhạc đã phát hành ba album.
Ban nhạc đã sáng tác và biểu diễn các bản nhạc trực tiếp gốc cho nhiều tác phẩm kinh điển của điện ảnh câm, bao gồm The Cabinet of Dr. Caligari, Metropolis, Faust, Diary of a Lost Girl, Nosferatu và Der Golem.

## Danh sách đĩa nhạc
Album
- 3epkano (Smiling Politely, 2006)
- At Land (Smiling Politely, 2007)
- Hans the Reluctant Wolf Juggler (Smiling Politely, 2011)